# Yannick Vero
Yannick Vero, né le 28 février 1990, est un footballeur international tahitien, évoluant au poste de défenseur au sein du club de l'AS Dragon depuis 2012. 

## Carrière
Yannick Vero a joué dans sa carrière dans deux clubs, à savoir l'AS Vaiete et l'AS Dragon depuis 2012. 
Il devient entre 2010 et 2013 international tahitien à six reprises et participe à la Coupe de l'Outre-Mer 2010, jouant contre la Martinique. Les Toa Aito sont éliminés au premier tour du tournoi.
Après cela, il est rappelé pour le tour final des éliminatoires de la Coupe du monde 2014 puis participe à la Coupe des Confédérations 2013, jouant qu'un match en tant que remplaçant contre l'Espagne. Néanmoins, les Toa Aito sont éliminés au premier tour. 
Il n'est pas sélectionné pour la Coupe d'Océanie de football 2016, à cause d'une blessure au genou. 